# Milan Jorge Dimitri
Milan Jorge Dimitri ( * Buenos Aires, 3 de febrero de  1913 - Florida (Buenos Aires), 21 de febrero de  1994) fue un ingeniero agrónomo y botánico argentino. 

## Biografía
Era hijo de padre austríaco y madre italiana, mudándose en 1915 a Punta Arenas, Chile, donde efectuó su primaria y secundaria en Colegios Salesianos. Regresan a Argentina y la familia se radica en Concordia, Entre Ríos, donde tenían montes citrícolas, y ocupándose de la granja. Luego se va a Buenos Aires y se emplea como ayudante técnico, de 1937 a 1943, en el "Laboratorio de Botánica C. Spegazzini" del "Ministerio de Agricultura y Ganadería de la Nación". Allí manifiesta su amor por la Botánica, y participa con el Ing. Enrique Clos herborizando y describiendo los árboles y arbustos de la ciudad de Buenos Aires.
En 1941 publica "Razones climáticas de la distribución geográfica del mandarino en la R. Argentina", como miscelánea del mencionado Laboratorio. Y es alumno de Agronomía, en la Facultad de Agronomía y Veterinaria de la Universidad de Buenos Aires, donde obtiene su título de ingeniero agrónomo en 1943.
Fue jefe de "División Sistemática" del "Instituto de Botánica Agrícola" del MAG de la Nación, de 1943 a 1953, asesor botánico de la Academia Nacional de Medicina de 1943 a 1945; Director de "Protección de la Naturaleza en Parques nacionales" de 1953 a 1969, con intensa actividad en la formación de un herbario de las floras de los parques nacionales argentinos y en la fundación de la Escuela de Guardaparques.
En 1955 inicia la carrera docente universitaria, siendo Ayudante, luego Jefe de Trabajos Prácticos de Microscopía en la Cátedra de Botánica de la Facultad de Agronomía y Veterinaria, dirigida por el distinguido botánico Lorenzo R. Parodi. De 1961 a 1978 ee Profesor Titular Ordinario de la Cátedra de Morfología y Sistemática Vegetal de la Facultad de Agronomía de la Universidad Nacional de La Plata, siendo además Decano y luego Profesor Emérito.
De 1979 a 1983 es Rector de la Universidad Nacional de Río Cuarto dando impulso a las actividades académicas y a la organización del Campus Universitario, y ayudando a fundar en 1981 la "Escuela de Postgrado".
Además fue Decano Fundador de la Facultad de Agronomía de la Universidad de Morón. Y "Asesor Científico" en la Facultad de Agronomía de Azul (Buenos Aires), e investigador del  Consejo Nacional de Investigaciones Científicas y Técnicas de Argentina (CONICET) en la Cátedra de Dasonomía de la Facultad de Agronomía de la UBA.
Publicó 140 títulos, especialmente en Dendrología. Colaboró en los capítulos de "Las Plantas Cultivadas en la Argentina", publicados por el Instituto de Botánica del Ministerio de Agricultura de la Nación; y "La Región de los Bosques Andino patagónicos, Sinopsis General", editado por el INTA, valiosísima obra de enorme información. Es participante en la "Enciclopedia Argentina de Agricultura y Jardinería" fundada por L.R. Parodi, describiendo 180 familias, y a cargo de las 2ª y 3ª ediciones, aumentadas y corregidas y por las que el naturalista Burkart lo congratula. 
Con el libro "Los Eucaliptos en la Silvicultura", en coautoría con el Ing. Agr. Héctor Mangieri, recibe el Premio de Ciencias Holmberg 1961.

## Otros libros
- Mangieri, HR; MJ Dimitri. 1961. Los eucaliptos en la silvicultura. Ed. Acme. 226 pp.
- Dimitri, Mj. 1972. La región de los bosques andino-patagónicos. INTA. 281 pp.
- ----; IR Volkart de Hualde. 1974. La Flora arbórea del Parque nacional Iguazú. 180 pp. Anales de Parques nacionales. t. 12.
- ----. El nuevo libro del árbol : Especies forestales de la Argentina occidental. Tomo I. Ed. El Ateneo. 120 pp.
- ----. "Iconografía dendrológica, Árboles exóticos e Indígenas de la Argentina." Edición del Consejo Profesional de Ingeniería Agronómica y Orientación Gráfica Editora S.R.L., Buenos Aires, 1989
- ----; EN Orfila. 2000. Tratado de morfología y sistemática vegetal. Ed. Acme. 489 pp. ISBN 950-565-375-1
- ----. 2000. El nuevo libro del árbol : Especies forestales de la Argentina oriental. Tomo II. Ed. El Ateneo. 124 pp.

## Honores
- Recibe el Premio Atwood, por la "VIIIª Reunión Panamericana de Consulta Geográfica 1969", por el Cap. V, Parques nacionales de la obra "Argentina Suma de Geografía", tomo V, 1960.
- Segundo Premio Nacional de Ciencias 1966, Dirección de Cultura de la Nación
- Mención Especial de esa Dirección por "La Región de los bosques andino patagónicos. Río Negro", en "Anales de Parques nacionales Tomo IX, 1962"
- Premio Vida Silvestre.

- Becario Fundación Guggenheim en 1962, de estudios en "Colorado State University de Fort Collins", sobre procesos de sucesión vegetal en bosques montanos, con Artículos sobre "Recursos Naturales Renovables y Degradación Ambiental" en "Anales de Parques nacionales", "New Zeland J. Bot.", "Anales Instituto de la Patagonia de Punta Arenas", y "Anales de la Sociedad Científica Argentina". Aquí organizó campañas de estudios en Islas Malvinas con aspectos del archipiélago, entre 1974 y 1979.

Promotor y autor de proyectos de creación de parques y de reservas nacionales, que se publicaron en la "Revista Natura", (Parque nacional El Palmar en Colón (Entre Ríos), Parque nacional Lihué Calel en La Pampa, y Reserva Natural Formosa. 
Desde 1989, se dedica a escribir el "Índice dendrológico de la Flora Argentina", comenzado por Julio A. Castiglioni y Arturo Ragonese, para reemplazar al "Índice de la flora leñosa argentina" de F.E.Devoto y M.Rothkugel, terminándolo en 1993, estando inédito.
Fue Académico Correspondiente de la Academia Nacional de Ciencias de Buenos Aires, Miembro Correspondiente del Instituto Ecuatoriano de Ciencias Naturales de Quito, y Académico de Número de la Academia Nacional de Agronomía y Veterinaria de Argentina.
- La abreviatura «Dimitri» se emplea para indicar a Milan Jorge Dimitri como autoridad en la descripción y clasificación científica de los vegetales.[1]